# هوارد ريد
هوارد ريد (بالإنجليزية: Howard Reed)‏ هو سياسي أمريكي، ولد في 29 سبتمبر 1883 في الولايات المتحدة، وتوفي في 24 نوفمبر 1942 في نفس البلد. حزبياً، نشط في الحزب الديمقراطي. وقد انتخب عضو مجلس نواب أركنساس.